# آنا آمرویان
آنا آمرویان (ارمنی: Աննա Ամրոյան؛ زادهٔ ۵ ژوئن ۲۰۰۶) وزنه‌بردار زن اهل ارمنستان است که در مسابقات قهرمانی وزنه‌برداری اروپا و جهان در مجموع برنده ۲ مدال طلا و ۲ مدال نقره و ۱ مدال برنز شده است.

## نتایج مهم
| سال                                       | مکان                             | وزن                              | یک ضرب (ک‌گ)                      | یک ضرب (ک‌گ)                      | یک ضرب (ک‌گ)                      | یک ضرب (ک‌گ)                      | یک ضرب (ک‌گ)                      | دوضرب (ک‌گ)                       | دوضرب (ک‌گ)                       | دوضرب (ک‌گ)                       | دوضرب (ک‌گ)                       | دوضرب (ک‌گ)                       | مجموع                            | رتبه                             |
| سال                                       | مکان                             | وزن                              | ۱                                | ۲                                | ۳                                | نتیجه                            | رتبه                             | ۱                                | ۲                                | ۳                                | نتیجه                            | رتبه                             | مجموع                            | رتبه                             |
| مسابقات قهرمانی وزنه‌برداری اروپا          | مسابقات قهرمانی وزنه‌برداری اروپا | مسابقات قهرمانی وزنه‌برداری اروپا | مسابقات قهرمانی وزنه‌برداری اروپا | مسابقات قهرمانی وزنه‌برداری اروپا | مسابقات قهرمانی وزنه‌برداری اروپا | مسابقات قهرمانی وزنه‌برداری اروپا | مسابقات قهرمانی وزنه‌برداری اروپا | مسابقات قهرمانی وزنه‌برداری اروپا | مسابقات قهرمانی وزنه‌برداری اروپا | مسابقات قهرمانی وزنه‌برداری اروپا | مسابقات قهرمانی وزنه‌برداری اروپا | مسابقات قهرمانی وزنه‌برداری اروپا | مسابقات قهرمانی وزنه‌برداری اروپا | مسابقات قهرمانی وزنه‌برداری اروپا |
| ----------------------------------------- | -------------------------------- | -------------------------------- | -------------------------------- | -------------------------------- | -------------------------------- | -------------------------------- | -------------------------------- | -------------------------------- | -------------------------------- | -------------------------------- | -------------------------------- | -------------------------------- | -------------------------------- | -------------------------------- |
| ۲۰۲۳                                      | ایروان، ارمنستان                 | ۸۱ ک‌گ                            | ۸۵                               | ۹۱                               | ۹۱                               | ۸۵                               | ۱۳                               | ۱۱۷                              | ۱۱۳                              | ۱۱۷                              | ۱۱۷                              | ۱۱                               | ۲۰۲                              | ۱۳                               |
| مسابقات قهرمانی وزنه‌برداری جوانان جهان    |                                  |                                  |                                  |                                  |                                  |                                  |                                  |                                  |                                  |                                  |                                  |                                  |                                  |                                  |
| 2024                                      | لئون (اسپانیا)، اسپانیا          | ۷۶ ک‌گ                            |                                  |                                  |                                  | '                                |                                  |                                  |                                  |                                  | ۱۲۸                              | ۳                                | ۲۲۸                              | 3                                |
| مسابقات قهرمانی وزنه‌برداری جوانان اروپا   |                                  |                                  |                                  |                                  |                                  |                                  |                                  |                                  |                                  |                                  |                                  |                                  |                                  |                                  |
| 2025                                      | کیشیناو، مولداوی                 | ۷۶ ک‌گ                            | ۹۵                               | ۹۵                               | ۱۰۰                              | ۱۰۰                              | ۵                                | ۱۲۶                              | ۱۳۱                              | ۱۳۱                              | ۱۳۱                              | ۳                                | ۲۳۱                              | 2                                |
| 2024                                      | راشن، لهستان                     | ۷۶ ک‌گ                            | ۹۳                               | ۹۷                               | ۱۰۰                              | ۱۰۰                              | ۳                                | ۱۲۱                              | ۱۲۸                              | ۱۳۱                              | ۱۲۸                              | ۱                                | ۲۲۸                              | 1                                |
| 2023                                      | بخارست، رومانی                   | ۷۶ ک‌گ                            | ۸۵                               | ۹۰                               | ۹۰                               | ۸۵                               | ۷                                | ۱۱۰                              | ۱۱۵                              | ۱۱۹                              | ۱۱۵                              | ۳                                | ۲۰۰                              | ۴                                |
| مسابقات قهرمانی وزنه‌برداری جوانان اروپا   |                                  |                                  |                                  |                                  |                                  |                                  |                                  |                                  |                                  |                                  |                                  |                                  |                                  |                                  |
| ?                                         | گوادالاخارا، مکزیک               | ۷۶ ک‌گ                            | ۸۸                               | ۹۱                               | ۹۱                               | ۹۱                               | ۵                                | ۱۱۳                              | ۱۱۸                              | ۱۲۰                              | ۱۱۳                              | ۶                                | ۲۰۴                              | ۴                                |
| مسابقات قهرمانی وزنه‌برداری نوجوانان جهان  |                                  |                                  |                                  |                                  |                                  |                                  |                                  |                                  |                                  |                                  |                                  |                                  |                                  |                                  |
| 2023                                      | دراج، آلبانی                     | ۷۶ ک‌گ                            | ۸۵                               | ۸۸                               | ۹۱                               | ۸۸                               | ۵                                | ۱۱۰                              | ۱۱۴                              | ۱۱۶                              | ۱۱۶                              | ۳                                | ۲۰۴                              | 3                                |
| مسابقات قهرمانی وزنه‌برداری نوجوانان اروپا |                                  |                                  |                                  |                                  |                                  |                                  |                                  |                                  |                                  |                                  |                                  |                                  |                                  |                                  |
| 2023                                      | کیشیناو، مولداوی                 | ۷۶ ک‌گ                            | ۸۵                               | ۹۰                               | ۹۲                               | ۹۲                               | ۱                                | ۱۱۰                              | ۱۱۵                              | ۱۱۷                              | ۱۱۷                              | ۱                                | ۲۰۹                              | 1                                |
| ۲۰۲۲                                      | راشن، لهستان                     | ۷۶ ک‌گ                            | ۷۷                               | ۸۱                               | ۸۱                               | ۸۱                               | ۷                                | ۱۰۳                              | ۱۱۰                              | ۱۱۳                              | ۱۱۰                              | ۳                                | ۱۹۱                              | ۵                                |